# Сиккэн

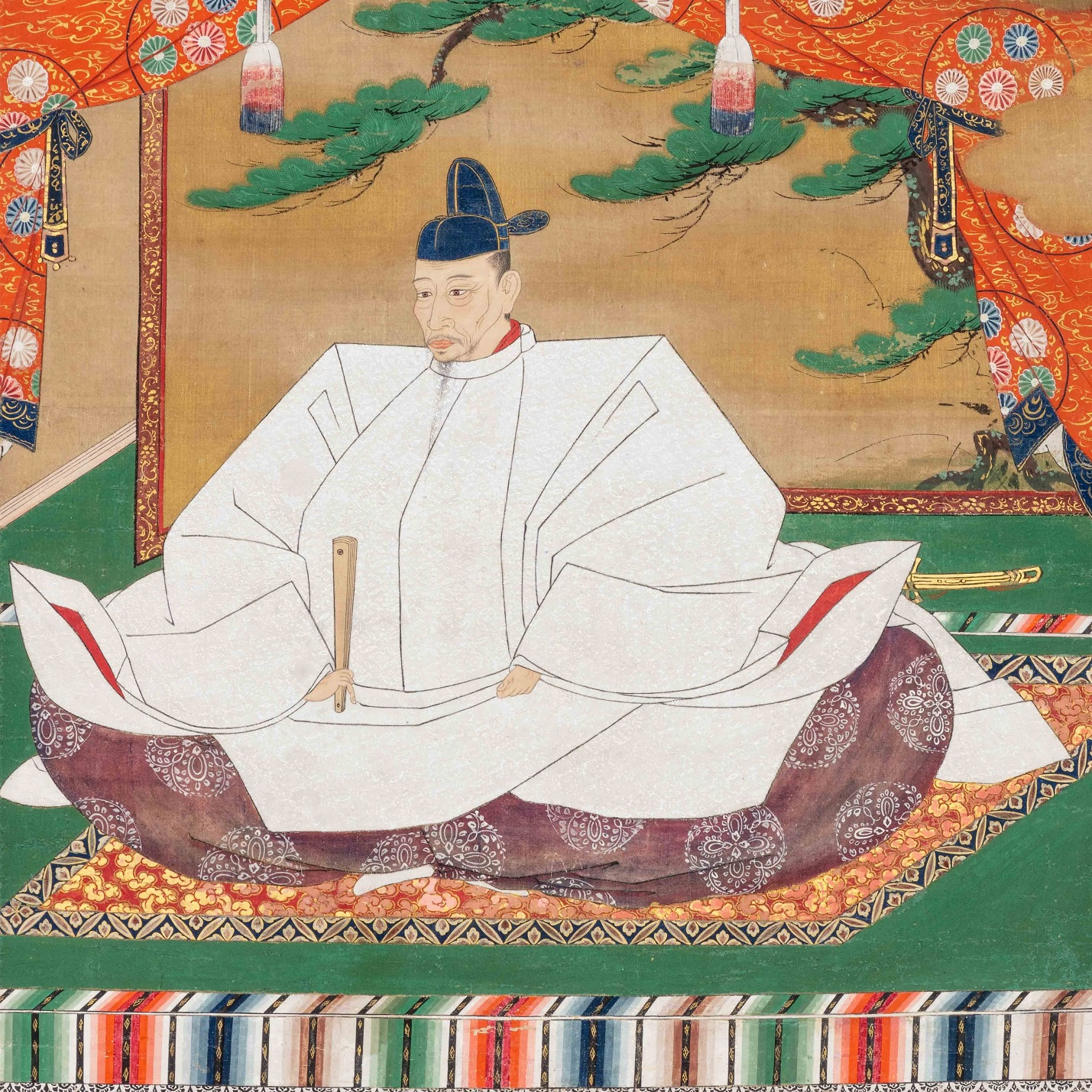
Последний сиккэн — Тоётоми Хидэёси

Сиккэн (яп. 執権) — регент при сёгунах Японии в период с 1199 по 1333 года, в период Камакура, и фактический правитель Японии. Слово сиккэн означает «держатель власти». Период правления сиккэнов называется регентством (яп. 執権政治 Сиккэн сэйдзи).
Сиккэны принадлежали к клану Ходзё, который с 1199 года захватил власть в стране. Первым сиккэном стал Ходзё Токимаса, тесть сёгуна Минамото Ёритомо. После смерти Минамото Ёритомо он узурпировал власть и устранил его сыновей.
В дальнейшем представители клана Ходзё являлись регентами при малолетних сёгунах или соправителями при взрослых. Когда малолетний сёгун подрастал, сиккэны смещали его и назначали следующего малолетнего сёгуна.
В 1333 году Асикага Такаудзи, представитель младшей ветви дома Минамото, перешёл на сторону императора и захватил столицу страны — Камакуру. Камакурский сёгунат прекратил своё существование.
В дальнейшей борьбе между императором и кланами Асикага Такаудзи одержал победу, и в 1335 году был провозглашён сёгуном, открыв эпоху Муромати.
Последний обладатель титула сиккэна — Тоётоми Хидэёси.

## Сиккэны из клана Ходзё (1199—1333)
- Ходзё Токимаса 1199—1205
- Ходзё Ёситоки 1205—1224
- Ходзё Ясутоки 1224—1242
  - Ходзё Токифуса (соправитель) 1224—1240
- Ходзё Цунэтоки 1242—1246
- Ходзё Токиёри 1246—1256/1263
  - Ходзё Сигэтоки (соправитель) 1247—1256
  - Ходзё Масамура (соправитель) 1256
- Ходзё Нагатоки (регент) 1256—1264
- Ходзё Масамура (регент) 1264—1268
  - Ходзё Токимунэ (соправитель) 1264—1268
- Ходзё Токимунэ 1268—1284
  - Ходзё Масамура (соправитель) 1268—1273
  - Ходзё Ёсимаса (соправитель) 1273—1277
  - Ходзё Наритоки (соправитель) 1283—1287
- Ходзё Садатоки 1284—1301
  - Ходзё Нобутоки (соправитель) 1287—1301
- Ходзё Моротоки (регент) 1301—1311
  - Ходзё Токимура (соправитель) 1301—1305
- Ходзё Мунэнобу (регент) 1311—1312
  - Ходзё Хоритоки (соправитель) 1311—1312
- Ходзё Хиротоки (регент) 1312—1316
- Ходзё Мототоки (регент) 1315—1316
  - Ходзё Садааки (соправитель) 1315—1319
- Ходзё Такатоки 1316—1326
  - Ходзё Корэсада (соправитель) 1326
- Ходзё Садааки (регент) 1326
  - Ходзё Сигэтоки (соправитель) 1326
- Ходзё Моритоки (регент) 1326—1333